# Pionosyllis manca
Pionosyllis manca är en ringmaskart som beskrevs av Treadwell 1931. Pionosyllis manca ingår i släktet Pionosyllis och familjen Syllidae. Inga underarter finns listade i Catalogue of Life.